# Santcebrià
Santcebrià és una masia situada al municipi de Guixers, a la comarca catalana del Solsonès.